# Хришћанска митологија
Хришћанска митологија је скуп митова повезаних са хришћанством, обухвата широк спектар легенди и прича посебно оних који се сматрају светим. Митолошке теме и елементи се јављају у читавој хришћанској литератури, укључујући понављајуће митове као што су успон на планину, аxis mundi, митови о борби, силазак у подземни свет, мит о потопу, оснивању света и свецима, рају и самопожртвовању. Разни аутори су користили хришћанску митологију за упућивање на друге митолошке и алегоријске елементе који се налазе у Библији, као што је прича о Левијатану. Термин је примењен на митове и легенде из средњег века, као што су приче о краљу Артуру и његовим витезовима Округлог стола и легенде о Парзивалу. Многи су класификовали епску песму Џона Милтона Изгубљени рај као дело хришћанске митологије. Термин се примењује и на модерне приче о хришћанским темама и мотивима као што су дела К. С. Луиса и Џ. Р. Р. Толкина. Током векова хришћанство се поделило на многе деноминације па су канон Светог писма прихватиле католичке и источне православне цркве и низ текстова и прича, као што је књига о Товиту, које многе протестантске деноминације не прихватају као канонске.